# Liste des conseillers régionaux de la Seine-Saint-Denis
Pour un article plus général, voir Conseil régional d'Île-de-France.

## Nombre de sièges
La réforme du mode de scrutin votée en 2003 disposant que « les sièges attribués à chaque liste sont répartis entre les sections départementales qui la composent au prorata des voix obtenues par la liste dans chaque département » avec application de la proportionnelle à la plus forte moyenne défavorise la Seine-Saint-Denis. Comptant beaucoup d'étrangers, de mineurs et souffrant de l'abstention, son nombre de sièges va diminuant. Alors que seulement quelques dizaines de milliers d'habitants séparent la Seine-Saint-Denis des Hauts-de-Seine qui dépassent tous deux 1,5 million d'habitants, la première ne compte pour 2015-2021 que 17 conseillers régionaux que les seconds en reçoivent 32.

## Mandature

### 2021-2028
La Seine-Saint-Denis compte 16 conseillers régionaux sur les 209 élus qui composent l'assemblée du conseil régional d'Île-de-France issus des élections des 20 et 27 juin 2021.
| Identité | Identité             | Parti  | Groupe | Autres mandat ou fonction                   |
| -------- | -------------------- | ------ | ------ | ------------------------------------------- |
|          | Bruno Beschizza      | LR     |        | Maire d'Aulnay-sous-Bois                    |
|          | Farida Adlani        | MoDem  |        | Adjointe au maire de Villepinte             |
|          | Ludovic Toro         | UDI    |        | Maire de Coubron                            |
|          | Christine Cerrigone  | LR     |        | Adjointe au maire du Blanc-Mesnil           |
|          | Geoffrey Carvalhinho | LR-SL  |        | Conseiller municipal de Pantin              |
|          | Murielle Martin      | UDI    |        |                                             |
|          | Stéphen Hervé        | LR     |        | Maire de Bondy                              |
|          | Murielle Bourreau    | DVD    |        |                                             |
|          | Clémentine Autain    | LFI-E! |        | Députée de la Seine-Saint-Denis             |
|          | Adrien Delacroix     | PS     |        | Adjoint au maire de Saint-Denis             |
|          | Sorayah Mechtouh     | G·s    |        | Conseillère municipale de L'Île-Saint-Denis |
|          | Didier Mignot        | PCF    |        | Conseiller municipal du Blanc-Mesnil        |
|          | Aïssata Seck         | G·s    |        | Conseillère municipale de Bondy             |
|          | Kader Chibane        | EÉLV   |        | Conseiller municipal de Saint-Denis         |
|          | Jordan Bardella      | RN     |        | Député européen                             |
|          | Prisca Thevenot      | LREM   |        | Députée des Hauts-de-Seine                  |

### 2015-2021[3]
La liste menée par Claude Bartolone arrive en tête du premier tour en Seine-Saint-Denis avec 29,6 % des voix, une performance supérieure à celle de Jean-Paul Huchon en 2010 (27,9 %). Il vire en tête dans 22 villes sur 40 avec un meilleur score de 46,8 % au Pré-Saint-Gervais. En cumulant les résultats du Front de gauche, d’EELV et du PS, la gauche obtient 48,3 % des voix. Menée localement par Bruno Beschizza, la liste de droite LR-UDI n'obtient que 21,4 % des voix à peine plus qu’en 2010 et arrive en tête dans 12 communes du département. La plus forte progression revient à la liste FN menée localement par Jordan Bardella avec 20 % des voix soit 7,8 points de plus qu’en 2010, ce qui lui permet d'arriver première force à Vaujours, Coubron, Montfermeil, Tremblay-en-France et Livry-Gargan et seconde à Bondy, Clichy-sous-Bois, La Courneuve et Sevran. L'abstention s'élève à 63,1 %. Si la liste d'union de la gauche est défaite au second tour, elle est néanmoins en tête dans 30 villes sur 40 du département avec 52,4 % des voix contre 32,9 % à la liste de droite, alors que le FN recule de 20 à 14,7 % dans un contexte où la participation progresse de 9 points. La Seine-Saint-Denis compte 17 conseillers régionaux sur les 209 élus qui composent l'assemblée du conseil régional d'Île-de-France issus des élections des 6 et 13 décembre 2015.
 Élus de droite et du centre (8 élus) :
1. Bruno Beschizza (LR), maire d'Aulnay-sous-Bois[6]
2. Brigitte Marsigny (LR), maire de Noisy-le-Grand
3. Ludovic Toro (UDI), maire de Coubron
4. Karine Franclet (UDI), conseillère municipale d'Aubervilliers
5. Thierry Meignen (LR), maire du Blanc-Mesnil
6. Manon Laporte-Sieraczek (LR), conseillère municipale de Montreuil
7. Stéphane Salini (UDI), maire-adjoint de Drancy
8. Farida Adlani (MoDem), maire-adjointe de Villepinte

 Élus de gauche (7 élus) :
1. Corinne Bord (PS), conseillère municipale de Noisy-le-Sec à la suite de la démission le 17 décembre 2015 de Claude Bartolone (PS)[7]
2. Clémentine Autain (Ensemble !), conseillère municipale de Sevran, démissionnaire en juillet 2017 et remplacée par Emir Deniz (PS)
3. Yannick Trigance (PS), conseiller municipal d'Épinay-sur-Seine
4. Viviane Romana (PS), conseillère municipale de Saint-Denis
5. Mohammed Mechmache (app. EELV)
6. Mélissa Youssouf (PS), conseillère municipale de Villepinte
7. Taylan Coskun (PCF)

 Élus du Front national (2 élus) :
1. Jordan Bardella (FN)
2. Huguette Fatna (FN)

### 2010-2015[8]
La Seine-Saint-Denis compte 19 conseillers régionaux sur les 209 élus qui composent l'assemblée du Conseil régional d'Île-de-France issus des élections des 14 et 21 mars 2010.
Liste PS-PCF-Verts-MRC (15 élus) :
1. Abdelhak Kachouri (PS), maire-adjoint de Saint-Ouen (jusqu'en 2014), puis conseiller municipal de Neuilly-sur-Marne (depuis 2014)
2. Nadia Azoug (Europe Écologie), maire-adjointe de Pantin (jusqu'en 2014)
3. Philippe Guglielmi (PS), maire-adjoint de Romainville
4. Djeneba Keita (Front de gauche), maire-adjoint de Montreuil (depuis 2014)
5. Alain Amedro (Europe Écologie), maire-adjoint d'Aulnay-sous-Bois (jusqu'en 2009)
6. Martine Legrand (PS), maire-adjointe du Pré-Saint-Gervais
7. Yannick Trigance (PS), conseiller municipal d'Épinay-sur-Seine
8. Henriette Zoughébi (PCF)
9. Corinne Bord (PS), conseillère municipale de Noisy-le-Sec (depuis 2014)
10. Abdelali Meziane (Europe Écologie), maire-adjoint de Clichy-sous-Bois
11. Viviane Romana (PS), conseillère municipale de Saint-Denis (depuis 2014)
12. Béatrice Desmartin (MRC)
13. Stéphane Gatignon (Europe Écologie) puis UDE, maire de Sevran
14. Tania Assouline (PS), après la démission de Christophe Borgel
15. Patrice Bessac (PCF)

Liste UMP-NC (4 élus) :
1. Bruno Beschizza (UMP), devenu maire d'Aulnay-sous-Bois en 2014
2. Aude Lavail-Lagarde (Nouveau Centre puis UDI), maire-adjointe de Drancy
3. Patrick Toulmet (UMP puis UDI), conseiller municipal de Sarcelles
4. Martine Valleton (UMP), conseillère municipale de Villepinte, puis maire depuis 2014

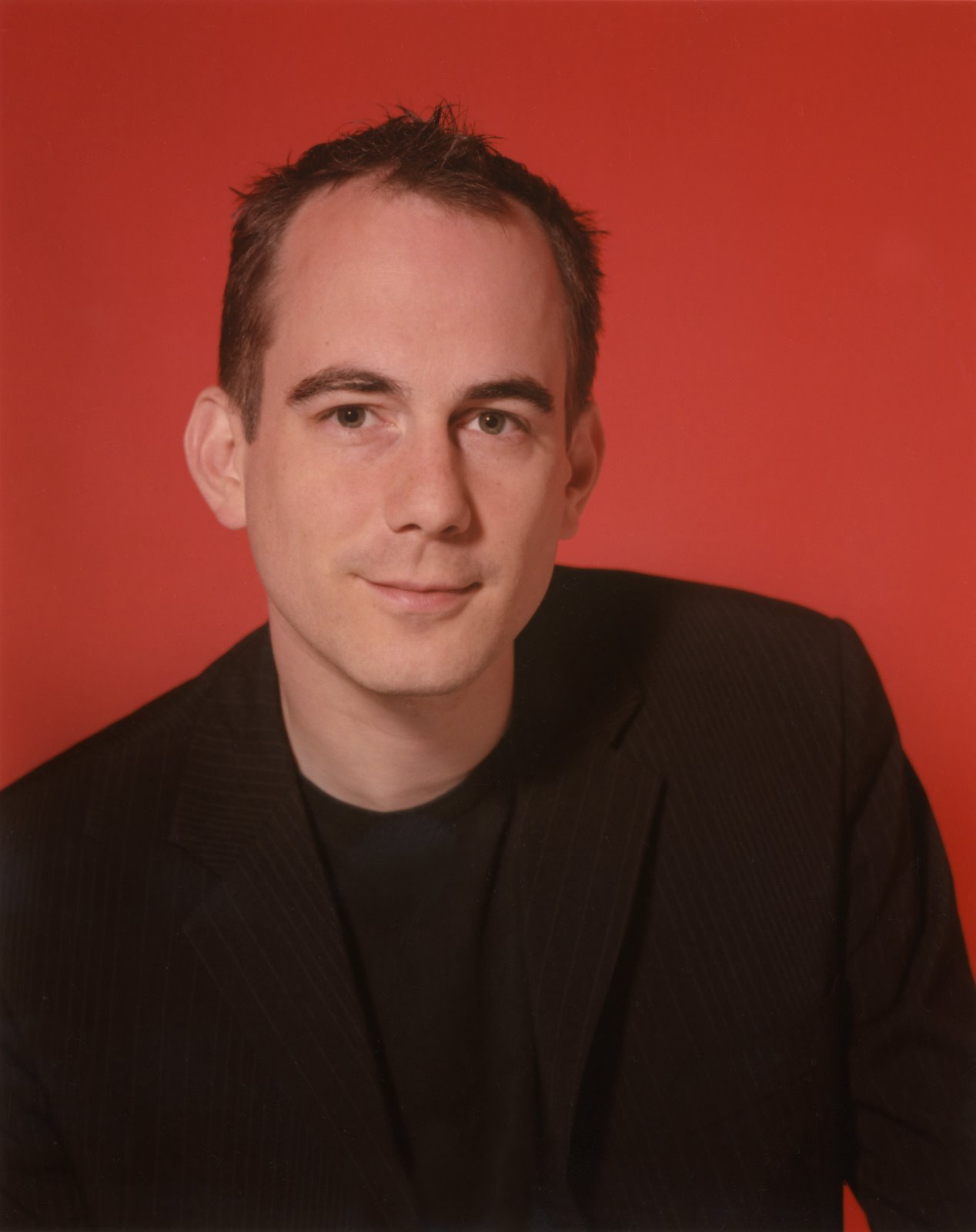
Patrice Bessac.
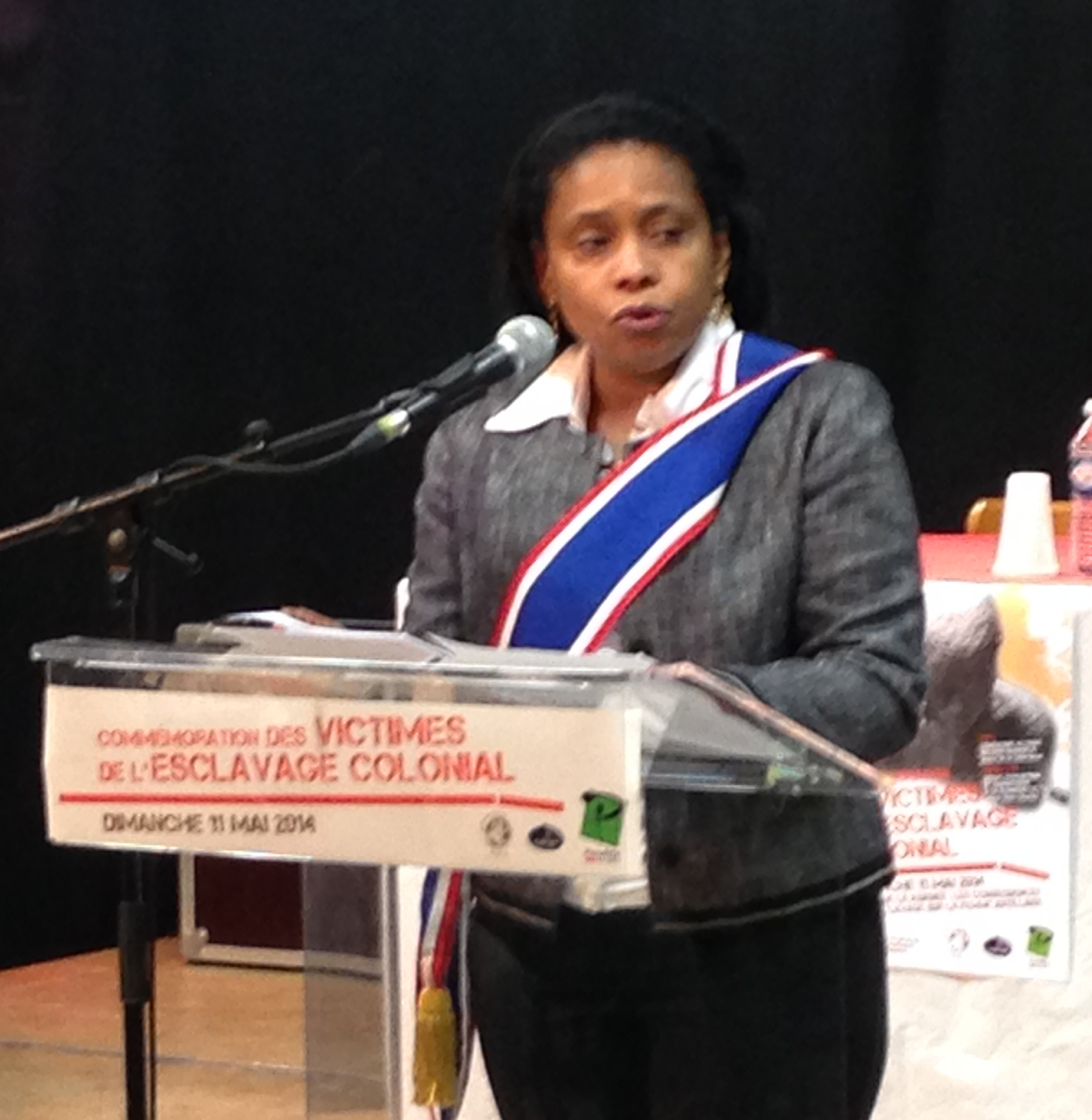
Viviane Romana
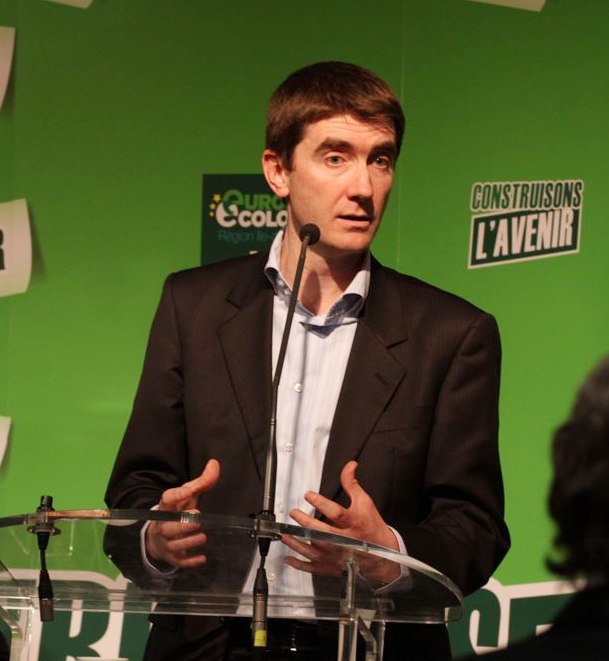
Stéphane Gatignon.
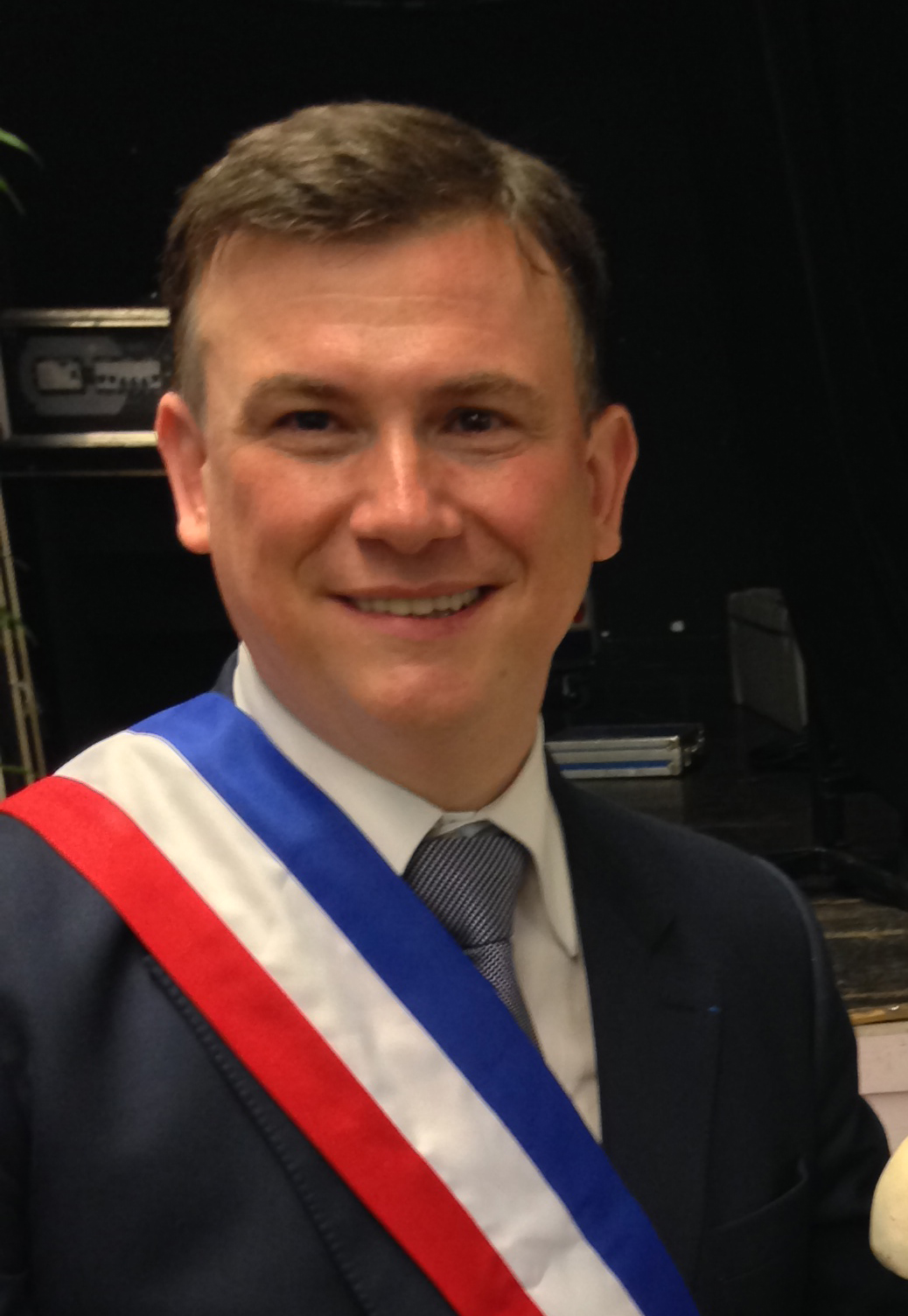
Bruno Beschizza.

### 2004-2010
Issus des élections des 21 et 28 mars 2004.
Liste PS-PCF-Verts-MRC (14 élus) :
1. Alain Amédro (Verts), conseiller municipal d'Aulnay-sous-Bois
2. Mouloud Aounit (app. PCF)
3. Jean Brafman PCF
4. Daniel Cattelain (Verts)
5. Marguerite Cornec (PS), conseillère municipale de Noisy-le-Grand
6. Marietou Diarra PCF
7. Sylvie Duffrene (Verts), conseillère municipale de Noisy-le-Grand
8. Martine Legrand (PS), maire-adjointe du Pré-Saint-Gervais
9. Janine Maurice-Bellay (PS)
10. Serge Méry (PS), conseiller général
11. Stéphane Privé (PS), maire-adjoint de Saint-Denis
12. Kristina Roger (PS)
13. Henriette Zoughebi (PCF)
14. El-Madani Ardjoune (PCF), maire-adjoint, à la suite de la démission de Daniel Goldberg (PS), élu député en juillet 2007.

Liste UMP-UDF (4 élus) :
1. Aude Lavail-Lagarde (Nouveau Centre), maire-adjointe de Drancy
2. Claude Pernès (Nouveau Centre), maire de Rosny-sous-Bois
3. Alain Ramadier (UMP), maire-adjoint d'Aulnay-sous-Bois
4. Martine Valleton (UMP), maire de Villepinte

Liste FN (2 élus) :
1. Roger Holeindre
2. Marie-Estelle Préjean